# Jason Scott Lee
Jason Scott Lee (Los Angeles, 19 november 1966) is een Amerikaans filmacteur en vechtsporter.
Hij werd geboren in Los Angeles, maar groeide op in Hawaï. Tijdens zijn middelbare school raakte hij in theater geïnteresseerd. Later studeerde hij aan het Fullerton College, waar hij acteerlessen kreeg van Sal Romeo.
In Born in East L.A. uit 1987 speelde Lee zijn eerste filmrol. Nadien speelde hij in verschillende films, waaronder Back to the Future Part II, Dragon: The Bruce Lee Story en The Jungle Book.
Voor zijn rol in Dragon: The Bruce Lee Story, waarin hij Bruce Lee portretteerde, kreeg hij Jeet Kune Do-lessen van Jerry Poteet, een voormalige leerling van Bruce Lee. Ondanks dat ze dezelfde achternaam hebben zijn Jason Scott Lee en Bruce Lee niet aan elkaar verwant.
Lee sprak de stem in van David Kawena voor de animatiefilms Lilo & Stitch (2002) en Lilo & Stitch 2: Stitch Has a Glitch (2005). In 2020 speelde hij de rol van Böri Khan in de live-action remake Mulan (2020). In mei 2025 was hij te zien in de bioscoopfilm Lilo & Stitch als de Lu'au Manger.